# Tần số rất thấp

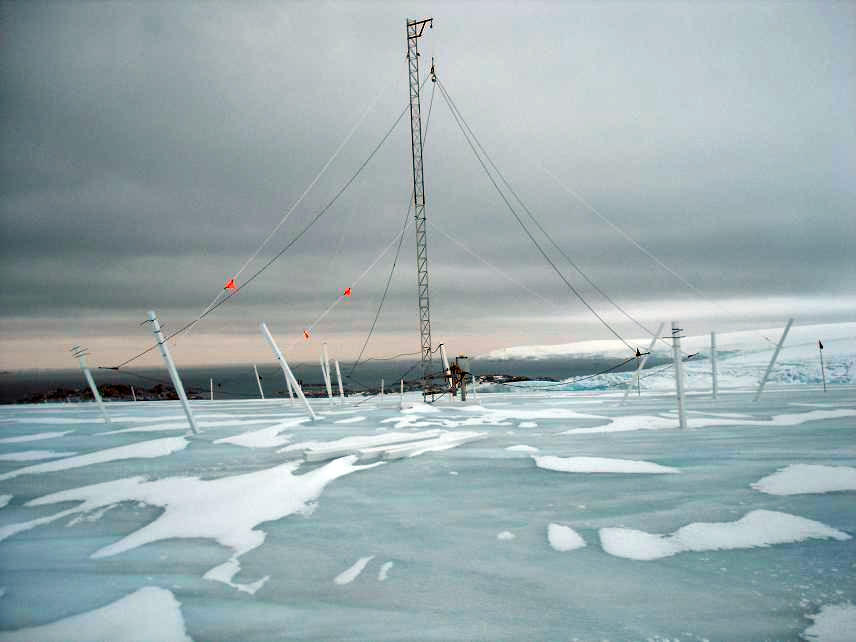
Anten thu tín hiệu VLF tại Trạm Palmer, Nam Cực, thuộc Đại học Stanford

Tần số rất thấp (tiếng Anh: very low frequency, viết tắt là VLF) là tần số vô tuyến (RF) trong dải từ 3 với 30 kHz và có bước sóng tương ứng từ 10 tới 100 km. Do không có đủ băng thông trong băng tần này, nên audio (giọng nói) không thể truyền đi được, và chỉ có các tín hiệu mã hóa tốc độ dữ liệu thấp mới có thể dùng băng tần VLF này. Băng tần được dùng cho vài dịch vụ dẫn đường vô tuyến, các trạm vô tuyến thời gian của chính phủ phát các tín hiệu thời gian để thiết lập đồng hồ vô tuyến, và cho thông tin liên lạc quân sự bảo mật. Vì sóng VLF xuyên qua được 40 m nước biển, nên chúng được dùng cho liên lạc quân sự với tàu ngầm. Ngoài ra VLF còn được gọi là băng tần myriametre hay sóng myriametre , một đơn vị đã lỗi thời, 1 myriametre bằng 10 kilomet.

## Đặc tính lan truyền sóng
Do bước sóng dài, nên sóng vô tuyến VLF có thể khúc xạ qua các chướng ngại lớn và không bị chặn bởi các dãy núi lớn, nó có thể lan truyền như một sóng mặt đất theo bề mặt cong của Trái Đất. Chế độ chính của truyền lan đường dài là cơ chế ống dẫn sóng tầng điện ly của Trái Đất. Trái Đất được bao quanh bởi một lớp ion dẫn điện trong khí quyển, tầng điện ly lớp D có độ cao cách mặt đất 60 km, tầng này phản xạ sóng vô tuyến VLF. Tầng điện ly và Trái Đất tạo thành một "ống dẫn" ngang cho vài bước sóng VLF cao, có vai trò như một ống dẫn sóng "nhốt" sóng không để chúng thoát ra ngoài không gian. Sóng VLF đi theo đường zigzag quanh Trái Đất, phản xạ bởi Trái Đất và tầng điện ly trong chế độ TM (sóng ngang). Sóng VLF có độ suy giảm đường truyền rất thấp, cỡ 2-3 dB cho mỗi 1000 km, nó ít bị ảnh hưởng bởi "fading", nên chúng được dùng cho thông tin liên lạc tầm xa. Khoảng cách truyền lan từ 5000 đến 20.000 km đã được thực hiện bằng sóng VLF. Tuy nhiên, tạp âm khí quyển (sferics) lại rất cao trong băng tần này, bao gồm cả hiện tượng như "whistler" do sét gây ra.
Sóng VLF có thể xuyên sâu 10 đến 40 mét xuống nước biển, tùy thuộc vào tần số và độ mặn của nước, do đó chúng được dùng để liên lạc với tàu ngầm khi tàu ở độ sâu thấp.

## Anten
Một nhược điểm thực tế lớn của băng tần này là do bước sóng dài, nên anten cộng hưởng (anten lưỡng cực nửa bước sóng hay anten đơn cực một phần tư bước sóng) sánh với bước sóng của VLF là không thể chế tạo được vì chiều cao vật lý của chúng. Phải dùng anten thẳng đứng vì sóng VLF lan truyền trong không gian là sóng phân cực đứng, nhưng một anten đứng một phần tư bước sóng ở tần số 30 kHz có thể sẽ cao tới 2,5 km. Vì vậy, các anten phát thực tế có chiều dài điện cực kỳ ngắn, một phần nhỏ của bước sóng dài. Do điện trở bức xạ thấp nên sóng VLF không hiệu quả, khả năng bức xạ chỉ có 10% đến 20% công suất. Phần còn lại của công suất bị hấp thụ bởi các điện trở của hệ thống tiếp đất/anten. Do đó cần có các máy phát công suất lớn (cỡ 1 megawatt) mới có thể cung cấp đủ năng lượng cho liên lạc tầm xa.
Các anten phát cho tần số VLF là các anten dây rất lớn, dài tới 1 dặm. Chúng gồm một loạt các cột vô tuyến bằng thép, được nối với nhau ở trên đỉnh với một mạng các dây cáp, thường có dạng như một cái ô hay dây phơi quần áo. Bản thân của tháp anten hay các sợi dây thẳng đứng sẽ hoạt động như một bộ phát xạ đơn cực, các sợi cáp ngang tạo thành một tải điện dung để tăng hiệu suất của anten. Các trạm công suất lớn sử dụng các biến thể của anten ô như anten "tam giác" và "trideco", hay các anten T và L ngược được dùng cho các máy phát công suất thấp.
Để giảm thiểu điện năng tiêu hao xuống mặt đất, các anten này cần các hệ thống tiếp đất trở kháng rất thấp. Do trở kháng của đất, hệ thống lưới đất thường được dùng, chúng gồm mạng các sợi cáp đồng xuyên tâm đặt trong đất ngay dưới anten.
Các yêu cầu đới với anten thu ít nghiêm ngặt hơn, do công suất máy phát thường cao để khắc phục tạp âm khí quyển. Tạp âm khí quyển và tạp âm máy thu và cường độ tín hiệu sẽ tạo nên tỉ số tín trên tạp, nên các anten nhỏ là không hiệu quả. Anten vòng thường được dùng để làm anten thu.

## Ứng dụng

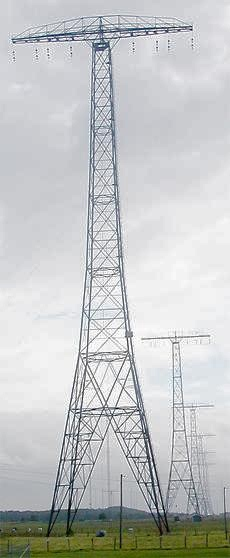
Phần cột anten phát của Máy phát VLF Grimeton

Dải tần số dưới 9 kHz không được phân bổ bởi Liên minh Viễn thông Quốc tế và có thể được sử dụng ở một số quốc gia theo giấy phép miễn phí. Có rất nhiều sự phát xạ vô tuyến tự nhiên, chẳng hạn như hiện tượng whistler sinh ra bởi sét, có thể nghe thấy trong băng tần này.
VLF được sử dụng để thông tin liên lạc với tàu ngầm đang ở gần mặt biển (ví dùng dùng máy phát DHO38), trong khi đó ELF được dùng để liên lạc với các tàu ngầm lặn sâu. VLF cũng được dùng cho các đài radar dẫn đường vô tuyến (alpha) và tín hiệu thời gian (beta). Một ứng dụng khác của VLF là dùng để khảo sát vật lý điện từ. 
Ở Mỹ, trạm tín hiệu thời gian WWVL bắt đầu phát một tín hiệu 500 W trên tần số 20 kHz vào tháng 8 năm 1963. Nó dùng kỹ thuật điều chế Ma-níp dịch tần (FSK) để gửi dữ liệu, xê dịch giữa 20 kHz và 26 kHz. Dịch vụ WWVL ngừng hoạt động vào tháng 7 năm 1972.
Máy phát sóng dài SAQ đặt ở Grimeton gần Varberg, Thụy Điển có thể mở cửa cho công chúng tham quan vào một số thời điểm nhất định trong năm như ngày Alexanderson.
Trong lịch sử, băng tần này được dùng cho liên lạc vô tuyến liên lục địa trong thời kỳ điện báo không dây giai đoạn 1900-1925. Các quốc gia xây dựng các mạng lưới trạm vô tuyến VLF và LF công suất lớn để phát thông tin dạng text theo mã Morse, để liên lạc với thuộc địa và các hạm đội hải quân. Người ta đã thử làm máy bộ đạm dùng điều chế biên độ và điều chế đơn biên trong băng bắt đầu từ 20 kHz, nhưng kết quả không đạt yêu cầu vì băng thông sẵn có không đủ để chứa các biên tần.

## Các phương pháp liên lạc với tàu ngầm dùng VLF

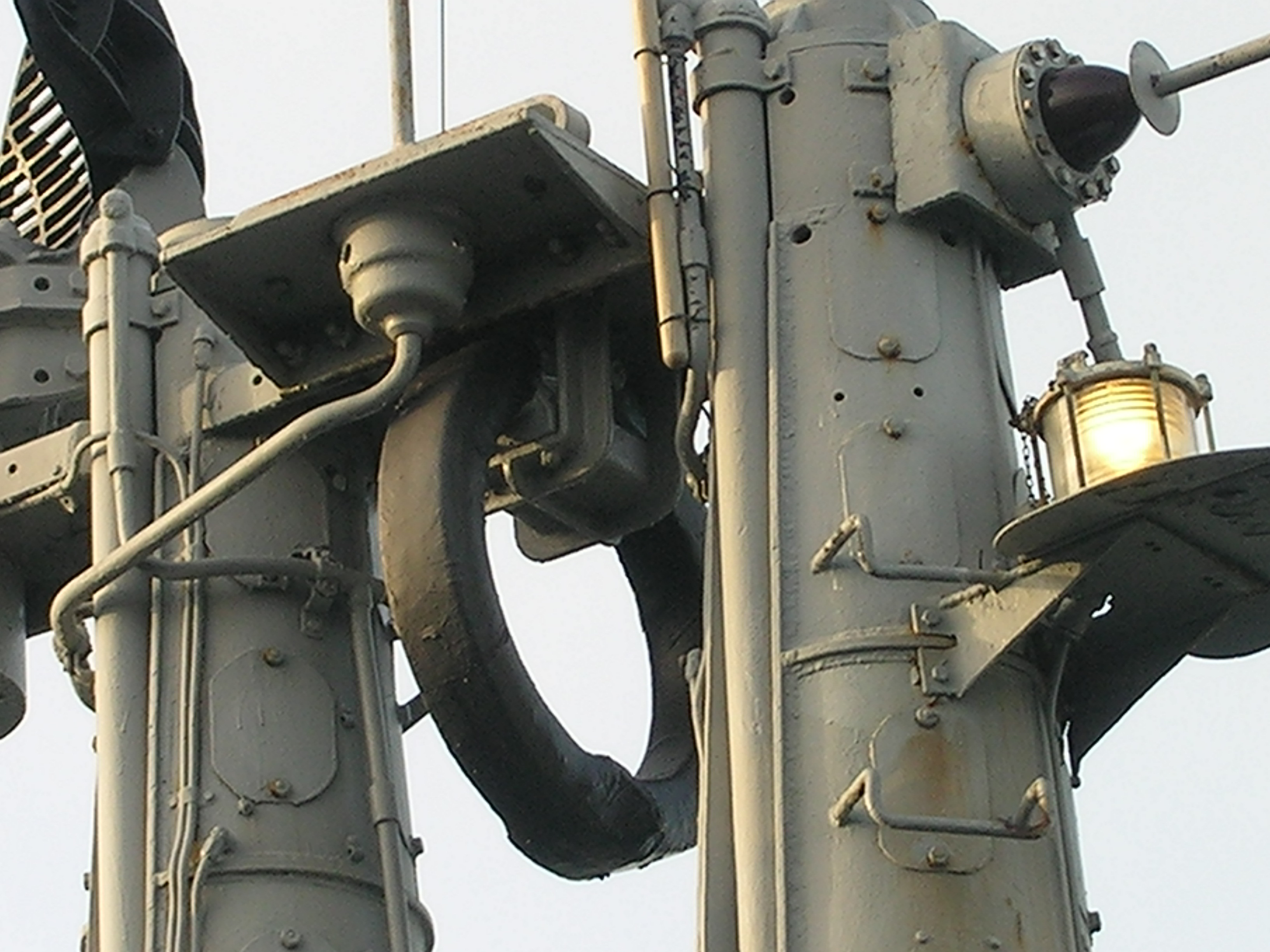
Anten VLF của một tàu ngầm U trong Chiến tranh thế giới II

Các máy phát công suất lớn đặt trên đất liền tại các quốc gia có tàu ngầm gửi đi tín hiệu liên lạc, mà có thể thu được từ khoảng cách hàng ngàn dặm. Các trạm máy phát thường chiếm một vùng diện tích lớn (vài km vuông), công suất phát có thể lên 20 kW tới 2 MW. Tàu ngầm nhận được tín hiệu bằng cách sử dụng một số dạng anten kéo nổi ngay dưới mặt nước – ví dụ như BCAA (Anten mảng cáp Buoyant). Các máy thu hiện đại, chẳng hạn như thiết bị do hãng Detica chế tạo, sử dụng kỹ thuật xử lý tín hiệu số hiện đại để loại bỏ ảnh hưởng của tạp âm khí quyển (phần lớn gây ra bởi sét đánh) và nhiễu từ tín hiệu của kênh lân cận, mở rộng dải tần thu có ích.
Do băng tần sẵn có thấp không thể truyền các tín hiệu audio, nên do đó tất cả tin nhắn được gửi với dữ liệu ký tự chữ-số với tốc độ bit rất thấp. Có ba kiểu điều chế được dùng:
- OOK / CWK: Ma-níp Tắt-Bật / Ma-níp Sóng Liên tục (On-Off Keying / Continuous Wave Keying). Chế độ truyền dẫn mã Morse đơn giản, sóng mang Mở = dấu còn sóng mang Tắt = khoảng trắng. Đây là dạng đơn giản nhất của truyền dẫn vô tuyến, nhưng có khó khăn cho các máy phát khi phát ở mức công suất cao, tín hiệu có thể dễ dàng bị tạp âm khí quyển che lấp, do đó nó thực sự chỉ được dùng cho các trường hợp khẩn cấp hoặc thử nghiệm cơ bản.
- FSK: Ma-níp dịch tần. Dạng đơn giản nhất và lâu đời nhất của điều chế dữ liệu vô tuyến số. Tần số được tăng 25 Hz (ví dụ) trên sóng mang để biểu thị bit nhị phân "1" và giảm 25 Hz để chỉ bit nhị phân "0". FSK được dùng với tốc độ bir là 50 bit/s và 75 bit/s.
- MSK: Ma-níp dịch pha tối thiểu. Một phương pháp điều chế phức tạp hơn sử dụng ít băng thông hơn so với FSK. Đây là chế độ bình thường cho thông tin liên lạc tàu ngầm ngày nay, nó có thể đạt tốc độ dữ liệu lên tới 300 bit/s hoặc khoảng 35 ký tự ASCII 8-bit trên giây (hay tương đương với mỗi câu/2 giây) – tổng cộng là 450 từ mỗi phút.

Hai bộ ký tự thay thế có thể được sử dụng: ITA2 5-bit hoặc ASCII 8-bit. Do đây là truyền dẫn quân sự nên gần như luôn luôn được mã hóa vì lý do bảo mật. Mặc dù tín hiệu dễ dàng thu được và chuyển chúng thành chuỗi ký tự, nhưng nếu không có bảng mật mã thì người ngoài không thể giải mã bất kỳ tin nhắn được mã hóa.